# Hymenomima amberia
Hymenomima amberia là một loài bướm đêm trong họ Geometridae.